# Limernaea picta
Limernaea picta är en skalbaggsart som beskrevs av Thomson 1878. Limernaea picta ingår i släktet Limernaea och familjen långhorningar. Inga underarter finns listade i Catalogue of Life.